# Accordo di Saltsjöbad
L'accordo di Saltsjöbad (in svedese Saltsjöbadsavtalet) è un accordo svedese sul mercato del lavoro firmato presso il Grand Hotel Saltsjöbaden il 20 dicembre 1938 tra la Confederazione dei sindacati svedesi (in svedese Landsorganisationen, storicamente nota con l'acronimo "LO") e l'Associazione dei datori di lavoro svedesi (in svedese Svenska arbetsgivareföreningen, nota con l'acronimo SAF), che divenne un modello per altri accordi.
L'accordo è stato in vigore fino al 2022 (con le ultime modifiche apportate nel 1976), quando è entrato in vigore un nuovo accordo generale.

## Storia
L'accordo ha cristallizzato il principio sociale svedese secondo cui le due parti devono concludere accordi senza interferenze da parte del governo. Le norme sull'azione sindacale sono state considerate quasi come principi giuridici generali dei conflitti tra le forze operanti nel mercato del lavoro. 
L'Accordo di Saltsjöbaden ha lanciato un'era di consenso e cooperazione nel mercato del lavoro svedese, il cosiddetto saltsjöbadsandan (spirito di Saltsjöbaden), che ha caratterizzato la politica del lavoro in Svezia almeno fino alla fine degli anni sessanta del XX secolo, quando il conflitto LKAB segnò l'inizio di un periodo di confronto e consensi decrescenti. All'inizio degli anni ottanta, le parti cercarono nuovamente il consenso, che culminò nella firma dell'Utvecklingsavtalet (Accordo di sviluppo) tra LO, SAF e il Consiglio per la negoziazione e la cooperazione (in svedese Privattjänstemannakartellen, noto con l'acronimo PTK)
Nel 2007, il LO, il Consiglio per la negoziazione e la cooperazione e la Confederazione delle imprese svedesi (un'organizzazione successore dell'Associazione svedese dei datori di lavoro) hanno avviato negoziati verso un nuovo accordo su iniziativa della Confederazione delle imprese svedese. I negoziati, tuttavia, sono stati sospesi nel marzo 2009.

### Nuovo accordo generale ("Huvudavtal") del 2022
A seguito della pandemia da COVID-19 del 2020, le varie parti sociali hanno ripreso la discussione riguardo alla creazione di un nuovo accordo maestro nell'ambito del mondo del lavoro. Nel 2022, infine, è stato siglato il nuovo accordo tra la Confederazione delle Imprese e il sindacato LO, entrando in vigore dal 1º ottobre dello stesso anno.